# ادالبرت اشتاینر
ادالبرت اشتاینر (انگلیسی: Adalbert Steiner؛ ۲۴ ژانویهٔ ۱۹۰۷ – ۱۰ دسامبر ۱۹۸۴) یک بازیکن فوتبال اهل رومانی بود.
وی همچنین در تیم ملی فوتبال رومانی بازی کرده‌است.